# Tunnel de la Nerthe
Le tunnel de la Nerthe est un tunnel situé sur la ligne de Paris-Lyon à Marseille-Saint-Charles.
La tête Nord du tunnel est à Gignac-la-Nerthe et la tête Sud à Marseille.
Ce tunnel est l'un des plus longs tunnels ferroviaires entièrement situés sur le territoire français.

## Histoire
En 1841, un avant-projet de tunnel-canal est projeté, à cet endroit, par de Montricher. Il s'agissait, de percer un tunnel de 5 kilomètres de long pour faire franchir au canal de Marseille au Rhône, la chaîne de l'Estaque à une altitude de 50 mètres, moyennant la construction de 48 écluses. Le tunnel-canal sera finalement creusé à peu de distance au niveau de la mer ; c'est le tunnel-canal du Rove. 
Le tunnel de la Nerthe fut réalisé de 1843 à 1847. De nombreux accidents émaillèrent son percement, provoquant la mort de 300 ouvriers et des blessures graves pour 400 autres.
La nature instable du terrain, qui a provoqué plusieurs éboulements lors de la construction, a entraîné des déformations de la voûte au fil du temps, ce qui a nécessité de renforcer le tunnel entre 2000 et 2003 avec une couche de béton sur les parois et l'ajout de plusieurs voûtes de renforcement.

## Caractéristiques

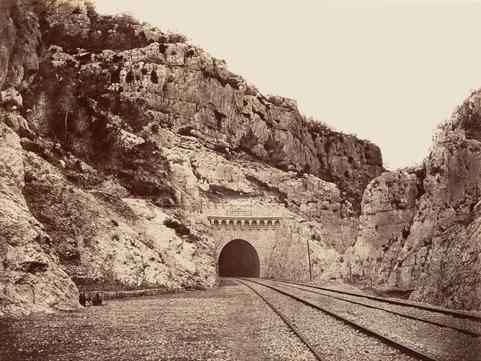
Portail sud du tunnel de la Nerthe en 1861.
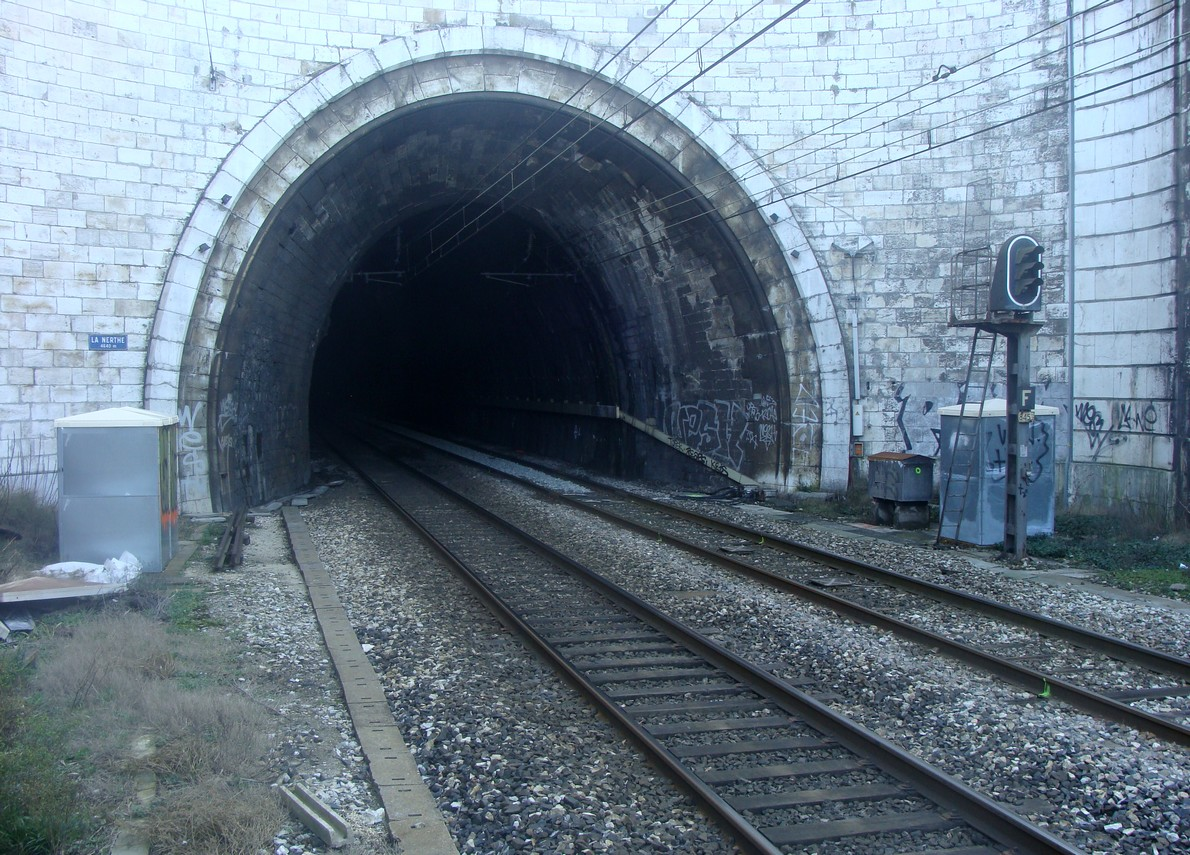
Portail nord du tunnel.
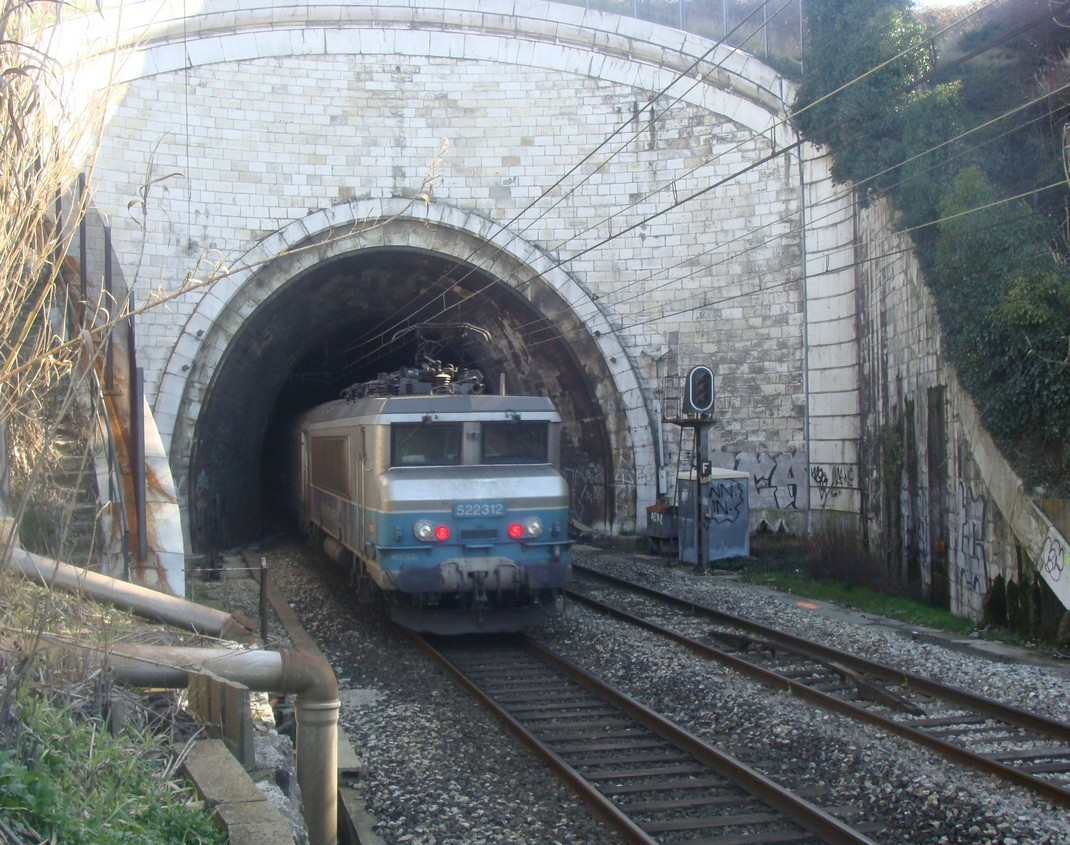
BB 22200 en pousse d'un train entrant dans le tunnel.